# Karl Zeller
Karl Zeller (Merano, 9 gennaio 1961) è un politico italiano, altoatesino di lingua tedesca della Südtiroler Volkspartei.

## Biografia
Si è laureato in economia aziendale all'Università di Innsbruck. È laureato anche in giurisprudenza ed esercita la professione di avvocato. È stato sposato con la senatrice Julia Unterberger, dalla quale ha avuto una figlia, Katharina, sindaca di Merano dal 2025.

## Carriera politica
È tra gli esponenti più di spicco della Südtiroler Volkspartei, partito all'interno del quale ricopre la carica di Bezirksobmann (presidente distrettuale) per il Burgraviato.
Dal 1994 è membro delle commissioni paritetiche dei Sei e dei Dodici, deputate a vigilare e attuare lo statuto di autonomia della regione Trentino-Alto Adige e della provincia autonoma di Bolzano.

### Elezione a deputato
È stato eletto per la prima volta alla Camera alle elezioni politiche del 1994 nel collegio uninominale di Merano con il 72,14% dei voti, superando Alessandro Mauro Maestri di Lega Nord e Forza Italia (10,03%) e Franco Bernard dei Progressisti (8,23%).
Alle elezioni politiche del 1996 è rieletto nel medesimo collegio con il 65,93%, davanti a Paolo Deflorian del Polo per le Libertà (13,17%) e Marco Dalbosco dell'Ulivo (9,83%).
Anche alle elezioni politiche del 2001 è riconfermato a Merano con il 73,28%, sconfiggendo Mauro Minniti della Casa delle Libertà (13,12%) e Vanda Carbone dell'Ulivo (11,55%). Durante la XIV legislatura ha ricoperto, in particolare, l'incarico di Vicepresidente della Commissione per le questioni regionali, nonché membro della Commissione affari costituzionali.
Alle elezioni politiche del 2006 è rieletto alla Camera nella circoscrizione Trentino-Alto Adige nelle liste della SVP, lo stesso accade nella tornata del 2008.

### Elezione a senatore
Dopo aver superato un turno di elezioni primarie indette dal suo partito per decidere i candidati, alle elezioni del 2013 è stato eletto al Senato nel collegio uninominale di Merano, ottenendo il 53,50% e superando Sigmar Stocker di Die Freiheitlichen (17,57%) e Cristina Anna Berta Kury di Verdi - Grune - Verc (7,68%). Durante la XVI Legislatura ricopre l'incarico di presidente del gruppo parlamentare Per le Autonomie.
Dopo 24 anni trascorsi ininterrottamente in Parlamento, 19 alla Camera e 5 al Senato, non si ricandida alle elezioni politiche del 2018. Nella stessa tornata viene eletta senatrice la ex moglie Julia Unterberger.